# Atrazina clorohidrolasa
La atrazina clorohidrolasa (AtzA) es una enzima (EC 3.8.1.8), que cataliza la conversión de la atrazina a hidroxiatrazina:
La eficacia de un herbicida o pesticida y su impacto medioambiental se encuentra en gran medida determinada por el grado de degradación bacteriana al que se encuentra sometido. Inicialmente, la mayor parte de los pesticidas son altamente efectivos y muestran un muy bajo grado de degradación bacteriana; sin embargo, las bacterias pueden evolucionar rápidamente para ganar la habilidad de metabolizar nuevos nutrientes presentes en su ambiente. A pesar de su notable similitud estructural, la degradación de la atrazina por bacterias capaces de degradar la melamina solía ser extremadamente infrecuente; sin embargo, desde que la atrazina fue introducida como herbicida en Estados Unidos, han evolucionado varias bacterias capaces de degradarla.
Actualmente las cepas ADP de Pseudomonas sp. parecen ser las bacterias óptimas para llevar a cabo la degradación de la atrazina, la cual parece ser utilizada como única fuente de nitrógeno por estos microorganismos.

## Reacción

La AtzA es una enzima desclorante de atrazina con una especificidad de sustrato muy restringida que desempeña un papel principal en la hidrólisis de la atrazina a hidroxiatrazina en suelos y aguas subterráneas.  La atrazina clorohidrolasa es una hidrolasa que actúa sobre los enlaces con un haluro en compuestos de tipo C-halógeno.
En 1993 se demostró que la cepa ADP de Pseudomonas spp. era capaz de degradar la atrazina a ácido cianúrico por medio de una vía metabóica de tres pasos, el primero de los cuales era una descloración.
En esta ruta metabólica aeróbica, que ha sido estudiada con mayor detalle en Pseudomonas sp. cepa ADP, la atrazina es catabolizada en tres pasos enzimáticos para producir cianurato, el cual puede ser posteriormente metabolizado abriendo el anillo hasta dióxido de carbono y amonio. La primera enzima codificada ya sea por los genes atzA o trzN (EC 3.8.1.8), convierte a la atrazina en hidroxiatrazina. Dos hidrolasas adicionales codificadas por los genes atzB (EC 3.5.99.3) y atzC (EC 3.5.99.4), continúan el proceso removiendo los grupos etilamina e isopropilamina, las cuales también pueden ser metabolizadas. Mientras que algunos microorganismos poseen todas las enzimas necesarias, otras comunidades degradan la atrazina en un esfuerzo mancomunado, donde diferentes organismos poseen algunas de las enzimas, y los intermediarios en la ruta metabólica pasan de unos organismos a otros.

## Genética

Estructura de la melamina

Estructura de la atrazina

De Souza, Sadowsky y Wackett fueron capaces de determinar la secuencia de nucleótidos y aminoácidos de esta enzima en 1996. La enzima es en un 98% idéntica en secuencia de aminoácidos, y por lo tanto en su estructura tridimensional a la melamina deaminasa, pero funciona de manera diferente catalizando la degradación de sustancias diferentes. El gen que codifica para la enzima AtzA muestra un 99% de similitud con el de la melamina deaminasa. De hecho sólo hay 9 nucleótidos de diferencia, que se corresponden directamente con las diferencias en aminoácidos. Es poco probable que estas diferencias de nucleótidos sean capaces de provocar un cambio conformacional en la enzima, pero si pueden provocar alteraciones en el sitio catalítico. Esto parece ser lógico, considerando la notable similitud en los sustratos y el relativamente corto período de evolución.

## Especificidad
La AtzA parece ser capaz de desplazar grupos fluoruros además de cloruros, pero no grupos azida, ciano ni metoxi, los cuales son similares en tamaño y electronegatividad, tampoco grupos tiometil ni amino. La incapacidad de realizar desaminaciones de la AtzA la convierte en un ejemplo único en su superfamilia, las  amidohidrolasas. Además, la melamina deaminasa no degrada a la atrazina, ni la atrazina es capaz de inhibir la actividad de la melamina deaminasa, lo que sugiere que el sitio activo no es específico para la atrazine.